# Jean-Luc Aribaud
Pour les articles homonymes, voir Aribaud.
Pour l’article ayant un titre homophone, voir Haribo.
Jean-Luc Aribaud, né le 22 juillet 1961, est un poète et photographe français.

## Œuvres

### Poésie
- Dans les marges de cendres, avec Philippe Dours, Balma, France, Éditions N&B, coll. « Poésie », 1995, 24 p.  (ISBN 2-911241-00-2)
- Les Mondes illimités, Jégun, France, Éditions L’Arrière-Pays, 1998, 61 p.  (ISBN 2-910779-18-1) Prix du poème en prose Louis-Guillaume 1999
- Celle qui attend, Paris, Filigranes Éditions
- Instants de rien, Jégun, France, Éditions L’Arrière-Pays, 2001, 60 p.  (ISBN 2-910779-25-4)
- Une brûlure sur la joue, Bordeaux/ Paris, France, Éditions Le Castor Astral, coll. «  L’atelier imaginaire », 2004, 93 p.  (ISBN 2-85920-586-1) Prix Max-Pol-Fouchet 2004
- Passages, Bordeaux, France, Éditions Pleine page, 2005, 46 p.  (ISBN 2-913406-12-2)
- Écrire là où la muse est. La Visitation d’écriture, avec Philippe Berthaut, Stéphanie Benson, et al., Balma, France, Éditions N&B, coll. « Poésie & récit », 2005, 275 p.  (ISBN 2-911241-44-4)
- Les Langues noires, Mérignac, France, A Éditions, coll. « Tram », 2006, 63 p.  (ISBN 2-909656-91-8)
- Prophéties, Bordeaux/ Paris, France, Éditions Le Castor Astral, 2006, 62 p. & 1 DVD  (ISBN 2-85920-680-9)
- L’Appel des sources, Bordeaux, France, Éditions Pleine page, 2008, 56 p.  (ISBN 978-2-913406-82-7)
- À la verticale du lieu, Jégun, France, Éditions L’Arrière-Pays, 2009, 85 p.  (ISBN 978-2-910779-47-4)
- Là où la parole se tient posée, Bordeaux, France, Abordo Éditions, 2019, 86 p.  (ISBN 979-10-92965-20-9)

### Photographie
- Double je, textes de Didier Periz, Toulouse, France, Zorba Éditions, 2002, 30 p.  (ISBN 2-908799-73-1)
- Mes mains au bout de moi : éveil culturel et petite enfance, textes de Philippe Bertaut, Toulouse, France, Éditions les Imaginayres, 2002, 69 p.  (ISBN 2-914416-12-1)